# Misterton (Nottinghamshire)
Misterton is een civil parish in het bestuurlijke gebied Bassetlaw, in het Engelse graafschap Nottinghamshire met 2140 inwoners.